# Katsu-sando
Il katsu-sando (カツサンド ({{{2}}}?) o かつサンド ({{{2}}}?)) è un panino giapponese.

## Descrizione
Il katsu sando è composto da due fette di pane al latte (shokupan) che racchiudono al loro interno una cotoletta di maiale impanata (tonkatsu). Oltre a questi due ingredienti primari, l'alimento può contenere una salsa fatta appositamente e simile alla salsa Worcestershire (salsa tonkatsu) e verdure, tra cui foglie di insalata o cavolo a fette. Il katsu sando rientra tra gli alimenti yoshuku, ovvero "all'occidentale".